# Mathighatta, Shikarpur
Mathighatta là một làng thuộc tehsil Shikarpur, huyện Shimoga, bang Karnataka, Ấn Độ.